# Another Girl
«Another Girl» (с англ. — «Другая девушка») — песня группы «Битлз», впервые появившаяся на альбоме «Help!» в 1965 году. Песня была написана П. Маккартни, но приписана П. Маккартни и Дж. Леннону. Песня была записана 15-16 февраля 1965 года и звучит также в фильме «На помощь!».

## Запись песни
Большая часть партий была записана 15 февраля 1965 года за одну попытку (к этому было дописано 10 версий гитарного соло Дж. Харрисона, но они не были использованы). На основную аудиоверсию было наложено гитарное соло в исполнении Маккартни, записанное 16 февраля (песня стала одной из первых песен Битлз, в которых Маккартни исполнял не только партию баса, но и соло).

## В записи участвовали
- Джон Леннон — подголоски, акустическая ритм-гитара
- Пол Маккартни — основной вокал (дважды сведённая партия), бас-гитара, соло-гитара.
- Джордж Харрисон — подголоски, электрическая ритм-гитара
- Ринго Старр — ударные